# Мекрешть (Зеподень, Васлуй)
Мекрешть, Мекрешті (рум. Măcrești) — село у повіті Васлуй в Румунії. Входить до складу комуни Зеподень.
Село розташоване на відстані 288 км на північний схід від Бухареста, 21 км на північний захід від Васлуя, 38 км на південь від Ясс.

## Населення
За даними перепису населення 2002 року у селі проживала 181 особа, усі — румуни. Усі жителі села рідною мовою назвали румунську.